# Lodrisio Visconti
Lodrisio Visconti  (Luigi Visconti) (Milan, v. 1280 - Milan, 1364), seigneur de Castelseprio et Crema, était un condottiere italien du XIVe siècle.

## Biographie
Lodrisio Visconti, originaire de Milan, était le fils de Pietro Visconti et Antiochia Crivelli. Après une formation militaire auprès de son père, il a contribué avec son cousin Matteo Visconti et son fils Galeazzo à la reconquête de Milan contre les Torriani. Ensuite avec son autre cousin, Marco, il a contribué à l'emprisonnement de Galeazzo et son fils Azzone à Monza. Lorsque ces derniers sont libérés, Lodrisio s'enfuit de Castelseprio. Azzone assiège et détruit son château, mais Lodrisio réussit à s'échapper à Vicence et entre au service de Mastino II della Scala, seigneur de Vérone. 
En janvier de 1339, il rassemble une grande armée, principalement provenant d'Allemagne, avec 2 500 cavaliers, 800 fantassins et 200 arbalétriers, baptisée Compagnia di San Giorgio (« compagnie de Saint Georges »), c'était la première compagnie de mercenaires dirigée par un condottière italien.
Après l'invasion du territoire de Milan, Lodrisio est vaincu début février à la bataille de Parabiago. Il est capturé et, avec son fils Ambrogio, emprisonné dans une cage de fer dans le château de San Colombano. Il y demeure pendant dix ans et est finalement libéré par le nouveau Seigneur de Milan, Giovanni Visconti. Le fils de ce dernier Galéas IIe le nomme commandant des troupes lors de la reconquête du Piémont, pendant laquelle il se distingue contribuant à la victoire de 1356 contre la Ligue anti-Visconti, qui avait engagé la grande campagnie du mercenaire Konrad von Landau.
Lodrisio Visconti a vécu à la Cour de Galeazzo jusqu'à sa mort en 1364.

## Sources
- (it) « Lodrisio Visconti », sur Condottieridiventura.it.